# Без'язиков Іван Миколайович
Іва́н Микола́йович Без'язи́ков — полковник Збройних Сил України, 8-й армійський корпус.

## Бойовий шлях
Командував розвідкою 8-го армійського корпусу, брав участь у бойових діях на сході України. 16 серпня 2014 року потрапив до полону терористичної організації «ДНР» під час спроби забрати тіла українських військовиків, які загинули 11-13 серпня у бою поблизу села Степанівки. Без'язиков з двома офіцерами вирушив домовлятися з терористами про обмін полоненими, вивіз загиблих та поранених. Однак, самого полковника полонили чеченські найманці. Капітана глибинної розвідки Євгена Петровича Мандажі та майора юстиції Валерія Валентиновича Шмигельського звільнили 19 вересня та 5 грудня 2014 року відповідно.
Українські служби довго розшукували Без'язикова — його утримували не в СІЗО, а в колишньому приміщенні донецького СБУ. Терористи не стверджували, що такого полоненого не тримають. У березні 2016 року, з дозволу терористів, він зателефонував дружині, попросивши про внесення його до списків на обмін.
Був переданий російськими окупантами українській стороні 5 липня 2016 року. Наступного дня після звільнення з полону, з Без'язиковим зустрівся Президент України Петро Порошенко. Вітаючи військовослужбовця з поверненням додому Глава держави на той час наголосив, що звільнення українських громадян з полону бойовиків одне із головних завдань сьогодні.

## Кримінальна справа
12 грудня 2016 року, Без'язикову було оголошено підозру у співробітництві із терористичними організаціями ЛНР та ДНР. У ордері на арешт йшлося, що він, перебуваючи в полоні, вступив до «розвідувального управління» ДНР та виконував обов'язки заступника начальника першого відділу агентурної розвідки. 14 грудня було повідомлено, що під час полону Івана бачили у військовій формі російського зразка та зі зброєю.
1 вересня 2017 року, Шевченківський суд Києва, заслухав обвинувальний акт стосовно Без'язикова. Генпрокуратура обвинувачує його у державній зраді та участі у терористичній організації. За матеріалами прокуратури, потрапивши у полон, 25 серпня 2014 року, Без'язиков погодився стати заступником керівника відділу аналітичної роботи управління військової розвідки ДНР. Таку пропозицію йому, за версією слідства, озвучив очільник і засновник військової розвідки ДНР — громадянин Росії, полковник ГРУ РФ Сергій Дубінський (Хмурий) Сам Іван Без'язиков своєї провини не визнає.
В 2020 році Шевченківський суд Києва за звинуваченням у державній зраді і співпраці з бойовиками засудив Без’язикова до 13 років вʼязниці.
12 червня 2023 року, Київський апеляційний суд задовольнив клопотання Івана Безʼязикова та його захисту щодо зміни запобіжного заходу з тримання під вартою на особисте зобовʼязання та до винесення рішення, відпустив його на підписку про невиїзд. Він пробув у Лук’янівському СІЗО шість з половиною років.

## Сім'я
Дружина — Маргарита та син.